# Jan Buis
Jan (Johannes) Buis (Wervershoof, 28 augustus 1866 – Daijia, 12 januari 1935) was een Nederlands rooms-katholiek priester en missionaris, die het grootste deel van zijn leven werkzaam was in de provincie Shandong, China.

## Jeugd en afkomst
Jan Buis werd geboren te Hoog- en Laag-Zwaagdijk, later bekend als Wervershoof en thans gemeente Medemblik, in West-Friesland. Hij was het zevende kind van Klaas Jacobszoon Buis en Trijntje Cornelisdochter Pennekamp en groeide op in een arbeidersgezin.
De keuze voor het missionarisschap was geen ongebruikelijke in West-Friesland eind 19e eeuw. Zo was dorpsgenoot Jacobus Grent een groot deel van zijn leven bisschop op Ambon, Indonesië, en neef Simon Buis als missionaris inspecteur van onderwijs op Flores. De keuze van Jan Buis om naar China te gaan is echter opmerkelijk, omdat het overgrote deel van de missionarissen afkomstig uit West-Friesland naar Nederlands-Indië trok.

## Opleiding
Jan Buis trad op 7 oktober 1880 in De congregatie van de Missionarissen van Steyl, ook wel bekend als het Gezelschap van het Goddelijke Woord of Societas Verbi Divini - afgekort S.V.D. Deze congregatie werd in 1875 gesticht door de Duitse priester Arnold Janssen (1837-1909) met als doel om het katholieke geloof in de koloniën wereldwijd te verspreiden. Het missiehuis was gevestigd in Steyl, en daar begon Jan Buis in 1886 aan zijn hogere studies. Op 22 mei 1892 werd hij tot priester gewijd en op 18 september in datzelfde jaar vertrok hij naar China.

## Missie
Zijn werkterrein was aanvankelijk het district Shanxian in de provincie Shandong maar niet lang na aankomst werd Buis overgeplaatst naar het nabijgelegen district Chengwu. Daar maakte hij de opkomst van de Dadaohui beweging mee en de eerste golf van anti-christelijke opstanden in China. Daarna werd Buis overgeplaatst naar het district Feixian, waar hij getuige was van de Bokseropstand. In de zomer van 1900 werden de S.V.D. missionarissen werkzaam in Shandong uit veiligheidsoverwegingen tijdelijk naar de kust overgeplaatst.
Na de Bokseropstand keerde Jan Buis terug naar de binnenlanden van Shandong, waar hij ruim dertig jaar in de districten Tengxian, Yixian en Yanzhou werkte. Rond 1920 waren deze gebieden bijzonder gevaarlijk omdat gewelddadige roversbenden er huis hielden. Jan Buis had echter goed contact met de rovers, en wist zichzelf en de katholieke gemeenschap zo tegen overvallen en plunderingen te beschermen. Hij heeft zich het plaatselijke dialect eigen gemaakt en door zijn kennis van het gebied en de lokale taal en cultuur, raakte hij nauw betrokken bij internationale onderhandelingen aangaande de uitlevering van buitenlanders die gevangen waren genomen tijdens een overval van roverhoofdman Sun Meiyao in de stad Lingcheng op  6 mei 1923.
Tijdens zijn verblijf in Shandong heeft Jan Buis circa tachtig staties gesticht en ruim 5000 volwassenen gedoopt. In tegenstelling tot de meeste andere Europese missionarissen werkzaam in Shandong, is hij nooit naar zijn thuisland teruggekeerd. Jan Buis is op 12 januari 1935 in zijn eigen kerk overleden en begraven op de begraafplaats voor missionarissen op het kerkterrein in Daijia.